# Avanç en bloc baixista
Avanç en bloc baixista (en anglès: Bearish Advance Block) és un patró d'espelmes japoneses format per tres espelmes que indica un possible esgotament i canvi de tendència alcista; rep aquesta denominació perquè el formen tres espelmes blanques successives formant un bloc, cadascuna de les quals menor que l'anterior, fet que suggereix un esgotament de la força dels bulls.

## Criteri de reconeixement
1. La tendència prèvia és alcista.
2. Es formen tres espelmes blanques.
3. Cadascuna té un tancament superior a l'anterior
4. Cadascuna obra dins del cos de l'anterior
5. Cada dia el cos és significativament menor que l'anterior

## Explicació
En un context de tendència alcista, la progressiva disminució del cos de les espelmes blanques evidencia que els bulls estan cobrint posicions, fet que pot posar en dubte la força de la tendència alcista. Les cada cop majors ombres superiors i els cossos cada cop més petits són signes evidents de debilitat progressiva i deteriorament de la tendència alcista.

## Factors importants
L'avenç en bloc baixista és especialment delicat quan es produeix en el màxims de preus prop d'una resistència, perquè és la mostra que els bulls ja no creuen en la continuïtat de la tendència alcista i estan cobrint o liquidant les seves posicions, més que no pas d'obertura massiva de curts. Es recomana esperar a la confirmació al quart dia següent en forma gap baixita, un trencament de tendència, o sinó en forma d'espelma negra amb tancament inferior.